# Ketawang Larangan
Ketawang Larangan is een bestuurslaag in het regentschap Sumenep van de provincie Oost-Java, Indonesië. Ketawang Larangan telt 2468 inwoners (volkstelling 2010).